# Євдокимов Антон Вікторович
Антон Вікторович Євдокимов (нар. 7 грудня 1995, смт Пантелеймонівка, Донецька область, Україна) — український футболіст, півзахисник дебютанта 2 ліги ЮКСА Тарасівка.

## Життєпис
Антон Євдокимов народився 7 грудня 1995 року в смт Пантелеймонівка Донецької області. Футбольний шлях розпочав у 2009 році в СДЮШОР-2 міста Донецьк, а в 2012 році перейшов до футбольної школи місцевого «Металурга». З 2013 по 2015 роки виступав за юнацьку та молодіжну команду «металургів», а після розформування команди разом з іншими молодими гравцями перейшов до кам'янської «Сталі». Наприкінці вересня 2016 року підписав контракт з першоліговим краматорським «Авангардом». Дебютував у складі краматорського клубу 1 жовтня 2016 року в переможному (3:2) виїзному поєдинку 12-го туру проти петрівського «Інгульця». Антон вийшов на поле на 61-й хвилині, замінивши Дмитра Швеця. Дебютним голом у професіональній кар'єрі відзначився 2 квітня 2017 року на 47-й хвилині переможного (1:0) виїзного поєдинку 23-го туру першої ліги проти ФК «Тернополя». Євдокимов вийшов на поле в стартовому складі та відіграв увесь матч.